# S1 Scout Car
S1 Scout Car – samochód pancerny produkcji australijskiej z okresu II wojny światowej.

## Historia
W 1942 dowództwo stacjonujących w Australii sił United States Army Air Forces (USAAF) zgłosiło zapotrzebowanie na lekki samochód pancerny mogący być używany do obrony lotnisk i patrolowania ich okolic. Zamówienie na taki pojazd przyjęły zakłady Ford Australia, które otrzymały zamówienie na 40 egzemplarzy Scout Car S1 (American).

## Opis konstrukcji
Pojazd powstał na podwoziu ciężarówki Ford F15 4x2 (zbudowano także jeden egzemplarz z napędem 4x4). Samochód miał lekko opancerzone, otwarte od góry nadwozie. Uzbrojenie składało się z jednego karabinu maszynowego 12,7 mm i dwóch karabinów maszynowych 7,62 mm zamontowanych na prowadnicy otaczającej kadłub. Załoga składała się z pięciu osób.